# Fortitude Valley
Fortitude Valley is een plaats in de Australische deelstaat Queensland en telt 4469 inwoners (2006).
Fortitude Valley ligt nabij de stad Brisbane. Het is een populaire plaats, bekend om zijn cafés en nachtclubs. Het is gesitueerd ten noorden van het centrum van de stad Brisbane.

## Geboren
- Mark Shield (1973), Australisch voetbalscheidsrechter